# 紅衛党
紅衛党(Red Guard Party)は、1960年代後半から1970年代初頭までアメリカ合衆国で活動していた政治団体。
1967年にサンフランシスコのチャイナタウンに居住する中国系アメリカ人によって結成され、当時盛んだった公民権運動に参加した。
紅衛党は義和団や中華人民共和国で文化大革命を展開していた紅衛兵、アフリカ系アメリカ人の政治団体であるブラックパンサー党から影響を受けており、思想的には毛沢東主義を標榜していた。
アイウォーケンは義和団を模範としてニューヨークで活動していた類似団体だが、のちに紅衛党と合併し地下活動を行う。
その後、フレッド・ハンプトン率いる「虹の連合（the Rainbow Coalition）」に合流した。